# Williams Field
Williams Field är en flygplats i Antarktis. Den ligger i Östantarktis. Nya Zeeland gör anspråk på området. Williams Field ligger 20 meter över havet.
Terrängen runt Williams Field är platt åt sydost, men åt nordväst är den kuperad. Trakten är glest befolkad. Närmaste befolkade plats är McMurdo Station, 9,3 kilometer väster om Williams Field. 